# Jaroslav Šebesta
Jaroslav Šebesta (12. září 1949 Karviná – 9. května 2014 Karviná) byl hlavní inženýr a vedoucí pohotovostních sborů na Hlavní báňské záchranné stanici v Ostravě a také byl člen Představenstva HBZS Ostrava.

## Životopis
Jaroslav Šebesta se narodil dne 12. září 1949 v Karviné. Vyučil se frézařem v Odborném učilišti podniku Ostroj Opava, ale po vyučení nastoupil na Důl 1. Máj v Karviné jako horník. Brzy přešel na Důl ČSA v Karviné. Během hornické praxe absolvoval večerní průmyslovou školu hornickou, kterou zakončil maturitní zkouškou v roce 1971. Ihned navázal dálkovým studiem Vysoké školy báňské v oboru hlubinné dobývání. Tato studia ukončil v roce 1977 a jako báňský inženýr prošel během šesti let řadou technických funkcí od revírníka, přes vedoucího úseku až po vedoucího pole příprav. V tomto období absolvoval v roce 1980 na HBZS v Ostravě Radvanicích záchranářský kurz. Od roku 1983 se pak věnoval výhradně bezpečnosti práce, nejprve jako vedoucí ZBZS ČSA na závodě Jindřich, pak jako bezpečnostní technik závodu Jan-Karel Dolu ČSA. Dne 1. října 1987 přešel na HBZS Ostrava jako směnový technik s kumulovanou funkci bezpečnostního technika. Dne 1. září 2001 byl po úspěšných zkouškách na ČBÚ v Praze definitivně jmenován do funkce zástupce ředitele HBZS Ostrava, vedoucího pohotovostních sborů a hlavního inženýr. Odpovědně a svědomitě dokumentoval každou záchranářskou akci, aby s informacemi i radou mohl seznámit na velitelských dnech odpovědné techniky – velitele jednotlivých dolů i záchranáře HBZS. Jaroslav Šebesta byl ženatý. Zemřel ve věku 65 let dne 9. května 2014 v Karviné.
Všichni, kdož prošli jeho školeními a vzali si k srdci jeho rady, si až teď uvědomují, že ta jeho studnice zkušeností, ze které čerpáme při řešení mimořádných události, bohužel již nikdy nebude doplňována. Jaroslav Šebesta zemřel ve věku 65 let. Čest jeho památce. Zanechal po sobě publikaci ...osmnáct let v pohotovosti na HBZS Ostrava... Zemřel člověk, který uměl nad záchranáři udržet bezpečná křídla. Odešel Táta záchranářů...

## Dílo
- Vzplanutí metanu. In: Záchranář, 5/1988. HBZS Ostrava
- Nehody v hornickém světě. In: Záchranář, 12/1996. HBZS Ostrava (Hájek,L)
- První intenzívnější dusíková inertizace v OKR. In. Záchranář, 7–8/1993. HBZS Ostrava
- Zápar na Dole ČSA v Karviné. In: Záchranář, 5/1997. HBZS Ostrava
- Milionové investice opět vydělávají. In: Záchranář, 6/1998. HBZS Ostrava
- Musel zemřít ? Jak to tehdy bylo ? In: Záchranář, 4/1995. HBZS Ostrava
- Vaky v hrázi. In: Záchranář, 6/1983. HBZS Ostrava
- Těsnicí a izolační hmoty Krylamina. In: Záchranář, 5/1997. HBZS Ostrava
- Karbochem, a.s. In: Záchranář, 4/1999. HBZS Ostrava
- Publikoval do časopisu Záchranář.
- Je spoluautorem v Kompendiích báňského záchranářství I. a II.

## Ocenění
- V roce 1997 mu byl udělen Stříbrný záchranářský kříž
- V roce 2005 mu byl udělen Zlatý záchranářský kříž[3]